# Макгреди, Сэмюэл (II)
Сэмюэл Макгреди II (Samuel McGredy II) (1859— апрель 1926 года) — ирландский селекционер и владелец частного питомника «The Woodside Nursery» роз.

## Биография
Питомник The Woodside Nursery занимал около шестнадцати гектар земли. Земля была выкуплена у госпожи Фрэнсис Грант (Mr. Francis Grant).
Сэмюэл Макгреди II специализировался на выращивании анютиных глазок и фиалок, плодовых и хвойных деревьев (так осенью 1887 года было реализовано более 25000 яблонь), декоративных кустарников, георгин и гладиолусов. 
Разведением и селекцией роз увлёкся около 1895 года. В 1905 году, через десять лет работы лучшие сорта были продемонстрированы в Лондоне, где роза 'Countess of Gosford' завоевала золотую медаль. 
С этого момента селекция роз стала главной целью его жизни. В дальнейшем, многие созданные Сэмюэлом Макгреди II сорта также получали золотые медали: 'Mrs. Herbert Stevens', 'Golden Emblem', 'Christine', 'Emma Wright', 'The Queen Alexandra Rose'.
В 1888 году было реализовано более 60000 кустов роз.
Сэмюэл Макгреди II скоропостижно скончался в 1926 году. Его сын, Samuel Davidson McGredy III продолжил семейный бизнес.